# Die zwei Hähne

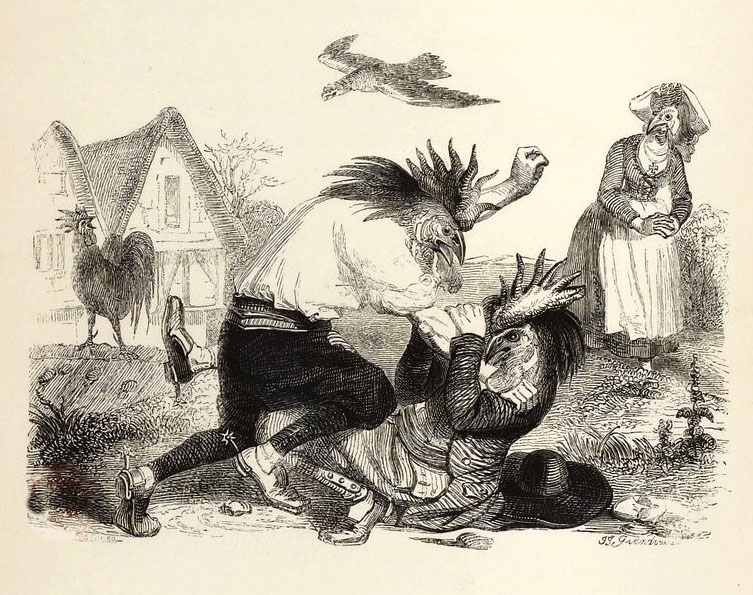
Les deux coqs

Die zwei Hähne (franz. Les deux coqs) ist die dreizehnte Fabel im siebenten Buch der Fabelsammlung Fables Choisies, Mises En Vers von Jean de La Fontaine. Mit dem Kampf zwischen zwei Hähnen um eine Henne werden mythologische Schlachten auf burleske Art umschrieben. Mit Helena und Troja wird beispielsweise auf die Ilias und den Trojanischen Krieg angespielt, mit der rot gefärbten Xanthe auf den Hahnenkampf. 
Die Moral der Fabel trifft mehrere Aussagen: Die Frau ist die Quelle vieler Streitereien, während die Männer, geleitet von primären Instinkten, sich für Helden halten. Es besteht keine Notwendigkeit sich zu rächen, da der Lauf der Natur alles selbst erledigt. Wenn man gewinnt, ist es besser zu schweigen, sonst riskiert man eine Umkehrung der Situation.
Zwei Hähne lebten still; eine Henne kam dazu,

und gleich hat sich ein Krieg entsponnen.

Amor, du trägst die Schuld: Troja zerstörtest du,

um dich hat jener Streit begonnen,

der durch den Xantus färbte sich mit Götterblut.

Ausdauernd war im Kampf der beiden Hähne Wut.

Bald ward es rings bekannt; herbei zum Schauspiel eilte

das kammgeschmückte Volk, und manche Helena

mit prächtigem Gefieder teilte

als Preis man jenem zu, den man als Sieger sah.

Der andre schlich davon, um einsam zu beklagen

schmählich verlorne Ehr’ und Liebeslust,

woran der Gegner sich, stolz, dass er ihn geschlagen,

vor seinen Augen freut. Täglich von neuem musst’

der Anblick seinen Hass und seinen Mut entflammen;

er wetzt den Schnabel, und mit seinen Flügeln schlägt

die Luft er und rafft wuterregt

zu neuem Kampfe sich zusammen.

Nicht nötig! Frech auf Dächer setzt’ der Sieger sich, im Ruhme sich zu sonnen.

Ein Geier nahm ihn wahr, und jetzt

vorbei sind Ehr’ und Liebeswonnen!

Des Geiers Kralle setzt’ ein End’ dem kecken Tun.

Des Schicksals Tücke wollte nun

den Überlebenden erneut der Henne paaren,

und wieder macht er ihr den Hof –

für das Geklatsche, welch ein Stoff!

Denn Weiber hatte er bereits in Scharen.

So spielt das Schicksal gern mit uns im Übermut:

Mit Hochmut hat schon oft des Siegers Fall begonnen.

Misstrauen wir dem Glück, und sei’n wir auf der Hut,

besonders, wenn wir eine Schlacht gewonnen!
Übersetzung: Ernst Dohm